# Pontardawe
Pontardawe is een plaats in Wales, in het county borough Neath Port Talbot en in het ceremoniële behouden graafschap West Glamorgan. De plaats telt 5.035 inwoners.

## Geboren in Pontardawe
- Mary Hopkin (1950), zangeres